# Adscita
Adscita är ett släkte av fjärilar som beskrevs av Anders Jahan Retzius 1783. Adscita ingår i familjen bastardsvärmare.
Släktet innehåller bara arten Ängsmetallvinge (Adscita statices).

## Bildgalleri

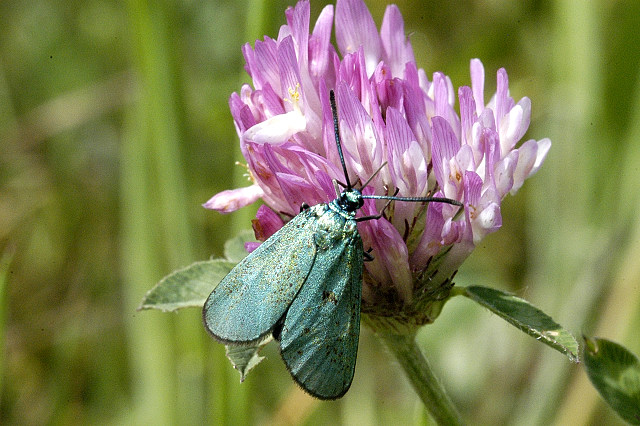